# Freie Wähler (Partei)

Länder, in denen die Freien Wähler im Landesparlament sind
als Oppositionspartei im Landesparlament vertreten
als kleiner Koalitionspartner an der Landesregierung beteiligt

Die Freien Wähler (Eigenschreibweise FREIE WÄHLER) sind eine politische Partei in Deutschland. Zur Unterscheidung von anderen Organisationen gleichen Namens wird sie auch als Bundesvereinigung Freie Wähler bezeichnet.
Die Bundesvereinigung wurde im Januar 2009 gegründet. Sie entstand aus der Mitte des Bundesverbands der Freien Wähler, eines Dachverbands kommunaler Wählergruppen. Ihre Ausrichtung wird als „liberal-konservativ“ bezeichnet, wobei ein Schwerpunkt auf dem Ausbau der kommunalen Selbstverwaltung liegt.
Die Freien Wähler sind seit 2008 im Bayerischen Landtag und seit 2021 im Landtag Rheinland-Pfalz vertreten. Seit 2018 sind die Freien Wähler an der Bayerischen Staatsregierung beteiligt und stellen mit Hubert Aiwanger, der gleichzeitig auch Bundesvorsitzender ist, den stellvertretenden Bayerischen Ministerpräsidenten. Überregional war die Partei ab 2014 im Europäischen Parlament mit Ulrike Müller vertreten, 2019 wurde außerdem Engin Eroglu gewählt. Seit der Wahl 2024 sitzen mit Eroglu, Joachim Streit und Christine Singer drei Abgeordnete für die Partei im Parlament, die dort der liberalen Fraktion Renew Europe angehören. Auf europäischer Ebene sind die Freien Wähler Mitglied der Europäischen Demokratischen Partei (EDP). Bei der Bundestagswahl 2021 erreichte die Partei mit 2,4 % der gültigen Zweitstimmen ihr bislang bestes Ergebnis, womit sie zur stärksten außerparlamentarischen Oppositionspartei in Deutschland wurde.
Die brandenburgische BVB/Freie Wähler gehört nicht zur Partei Freie Wähler, kooperiert aber mit ihr. Die in Baden-Württemberg kommunal stark verankerten Freien Wähler haben hingegen keinerlei personelle, organisatorische oder inhaltliche Verbindungen zur gleichnamigen Bundespartei.
Die Partei hat 8700 Mitglieder (Stand: Anfang 2025).

## Inhaltliches Profil

### Kommunale Eigenständigkeit
Die Partei möchte u. a. die kommunale Selbstverwaltung stärken. Als Grund für den Antritt zu Wahlen auf Landes- und Bundesebene wird unter anderem ausgeführt, dass die Landes- bzw. Bundespolitik die Eigenständigkeit der Kommunen „aushöhlt“. Die Partei tritt dagegen für eine eigene Finanzhoheit der Kommunen ein. Auf europäischer Ebene fordert die Partei, dass der Europäische Ausschuss der Regionen einen festen Platz im Parlament erhalten sollte.

### Wirtschafts- und Finanzpolitik
Die Partei befürchtet eine Entwicklung der Europäischen Union zu einer „Schuldenunion“ bzw. „Inflationsunion“. Die bisherige Euro-Politik sei gescheitert. Zugleich fordern Freie Wähler eine Vertiefung der EU nur bei einer grundlegenden Demokratisierung im Sinne von Bürgerinteressen – „kein Europa der Bürokraten, sondern ein Europa der Bürger“.
Die Partei fordert außerdem die Förderung regionaler Wirtschaftskreisläufe. Eine nachhaltige Haushaltspolitik wird angestrebt. Die Bankenaufsicht soll verschärft werden. Erneuerbare und umweltfreundliche Technologien sollen gefördert werden. Der ländliche Raum soll durch so genannte Infrastrukturmaßnahmen gestärkt werden.

### Weitere Standpunkte
Direkte Demokratie, Parteienstaat
Die Partei setzte sich für Bürgerbeteiligung und für Volksentscheide auf Bundesebene ein. Bundespräsident und Ministerpräsidenten sollen direkt gewählt werden. Die derzeitige Parteiendemokratie sehen die Freien Wähler kritisch. Der Einfluss der Parteien sollte nach Ansicht der Partei begrenzt werden. Ebenso soll der Einfluss von Lobbygruppen eingedämmt werden. Starre Listen bei Wahlen lehnen die Freien Wähler ab.
Bildung
Die Partei fordert, die Rahmenkompetenz für das Bildungssystem auf die Bundesebene zu übertragen.
Flüchtlingspolitik
Die Freien Wähler befürworten eine Zuwanderungspolitik nach kanadischem Vorbild. Sie fordern die Begrenzung des Familiennachzugs für Asylbewerber und möchten Rückkehrhilfen schaffen. Ankerzentren und das Bayerische Landesamt für Asyl lehnen sie ab. Zugleich fordert die Partei mehr Sach- statt Geldleistungen und spricht sich für die Kürzungen von Leistungen aus für Flüchtlinge, die sich nicht integrieren.
Innenpolitik
Sie fordern außerdem ein konsequentes Vorgehen gegen organisierte Kriminalität und eine „Ausschöpfung des Strafrahmens“. Polizei und Justiz sollen personell gestärkt und modernisiert werden.
Drogenpolitik
Die Freien Wähler stehen einer Legalisierung von Cannabis offen gegenüber. Die Partei schlägt auch einen Drogenführerschein vor, mit dem man zum Beispiel Cannabis kaufen kann.
Gesundheitspolitik
Private und gesetzliche Krankenkassen sollen als soziale Grundversicherung zusammengeführt werden. Eigenverantwortung und Prävention sollen eine größere Bedeutung erhalten.

## Geschichte
In den 1950er Jahren entstanden die ersten Landesverbände von kommunalen freien Wählergruppen. 1965 wurde der Bundesverband der Freien Wähler gegründet. Über die Jahre traten einzelne Landesverbände auch immer wieder ohne größeren Erfolg zu Landtagswahlen an.
Zur Landtagswahl 1998 entschlossen sich die Freien Wähler Bayerns zu einer Kandidatur. Das Antreten bei den Landtagswahlen war intern umstritten und wurde von einigen Kreisverbänden abgelehnt. Die Freien Wähler, so die Kritik, würden damit ihr eigentliches kommunales Betätigungsfeld verlassen. Nach dem Parteiengesetz würden sie außerdem durch die Teilnahme an der Landtagswahl den Charakter einer Partei erhalten. In der entscheidenden Abstimmung am 15. März 1997 setzten sich die Befürworter allerdings mit 54,1 Prozent durch.
Zur Kandidatur wurde aus dem Landesverband heraus die organisierte Wählergruppe Freie Wähler Bayern e. V. (FW-Wählergruppe) gegründet. Beim ersten Wahlantritt erreichte sie auf Anhieb 3,7 Prozent. 2003 konnte sie sich leicht auf 4,0 Prozent verbessern.
Auch andere Landesverbände traten in dieser Zeit mit unterschiedlichem Erfolg zu Landtagswahlen an. So erreichte die Freie Wählergruppe Rheinland-Pfalz 2001 2,6 Prozent, 2006 erreichte sie mit 1,6 Prozent ein schlechteres Ergebnis. Die Freien Wähler Thüringen kamen 2004 auf 2,6 Prozent, die Freien Wähler Hessen 2008 auf 0,9 Prozent und die Freien Wähler Niedersachsen 2008 auf 0,5 Prozent.

### Einzug in den Bayerischen Landtag und erste Europawahl
Bei der Bayerischen Landtagswahl 2008 schließlich konnten die Freien Wähler mit 10,2 Prozent in den Landtag einziehen und bilden dort die drittstärkste Fraktion. Bei der Landtagswahl am 15. September 2013 zogen Freie Wähler als erste neue Gruppierung seit gut 30 Jahren erneut in den bayerischen Landtag ein, wo sie mit 9 Prozent erneut die drittstärkste Kraft sind.
Nach dem Erfolg der bayerischen FW bei der Landtagswahl 2008 beschloss der Bundesverband Freie Wähler, zur Wahl zum Europaparlament am 7. Juni 2009 bundesweit anzutreten. Der Beschluss war innerhalb des Bundesverbandes umstritten, der Landesverband Baden-Württemberg trat sogar infolge des Beschlusses aus dem Bundesverband aus. Zur Kandidatur wurde am 24. Januar 2009 in Würzburg die Bundeswählergruppe Freie Wähler gegründet. Spitzenkandidatin war Gabriele Pauli. Die Freien Wähler erhielten 442.579 Stimmen, was 1,7 Prozent der gültigen Stimmen entsprach. Damit waren Freie Wähler die erfolgreichste Gruppierung derjenigen Parteien, die unter der 5-Prozent-Hürde blieben.
Diese Bundeswählergruppe wurde am 20. Februar 2010 in die Bundesvereinigung Freie Wähler überführt. Die Bundesvereinigung ist dabei personell stark mit dem Bundesverband verzahnt. Bundesvorsitzender ist Hubert Aiwanger, welcher gleichzeitig Vorsitzender des Bundesverbandes, des Landesverbandes Bayerns, der Wählergruppe Bayern und Fraktionsvorsitzender der Freien Wähler im Bayerischen Landtag ist. Aufgrund der Ergebnisse der Europawahl in Deutschland 2009 hat die Bundesvereinigung Freie Wähler seit 2009 Anspruch auf die staatliche Parteienfinanzierung, für 2010 wurde ein Betrag von 79.850,41 Euro festgesetzt.
Am 8. Mai 2010 gründete sich in Mainz mit der Landesvereinigung Freie Wähler Rheinland-Pfalz die erste Landesgliederung der Bundesvereinigung Freie Wähler. Bis April 2013 wurden in allen 16 Bundesländern Landesvereinigungen gegründet, welche teilweise zu Landtagswahlen antraten. Die Gründungen wurden zum Teil aus den entsprechenden Landesverbänden heraus organisiert, zum Teil erfolgten sie jedoch auch gegen den Widerstand des entsprechenden Landesverbandes. In Baden-Württemberg und im Saarland strengten die Landesverbände sogar Namensrechtsklagen gegen die entsprechenden Landesvereinigungen an, unterlagen aber vor Gericht.

### Wahlen 2013
Anfang Oktober 2011 beschlossen Freie Wähler Bayern, zur Bundestagswahl 2013 anzutreten. Kurz darauf entschied sich auch die Bundesvereinigung Freie Wähler, zukünftig zu Bundestagswahlen anzutreten. Zu diesem Zweck verschmolz schließlich die Bundesvereinigung mit der bisherigen bayerischen Wählergruppe, der hessischen Wählergruppe sowie der Partei Freie Wähler Schleswig-Holstein. Durch die Fusion mit der Wählergruppe Bayern muss die Bundesvereinigung Freie Wähler zu Bundestagswahlen sowie bei allen Landtags- und anderen Wahlen (ländermäßig evtl. unterschiedlich) keine Unterstützungsunterschriften zur Wahlzulassung sammeln, da die Wählergruppe im Landtag vertreten ist und vom Bundeswahlleiter als „etabliert“ anerkannt ist.
Im Juli 2012 erschien die Partei erstmals in den bundesweiten Umfragen der großen Meinungsforschungsinstitute. YouGov und GMS sagten der Partei zwei Prozent der Stimmen voraus.
2012 arbeitete die Bundesvereinigung mit der aus CDU-Kreisen gegründeten Wahlalternative 2013 zusammen. Bei der Landtagswahl in Niedersachsen 2013 kandidierte unter anderem Bernd Lucke von der Wahlalternative auf der Liste der Freien Wähler. Die Wahl verlief mit einem Ergebnis von 1,1 Prozent für die Partei enttäuschend. In der Folge wurde von Seiten der Wahlalternative 2013 die Zusammenarbeit beendet. Drei Landesvorsitzende wechselten zur neu gegründeten AfD. Zudem trat der saarländische Landesvorstand geschlossen zurück.
Die Partei trat am 22. September 2013 zum ersten Mal zur Bundestagswahl an und erreichte 1 Prozent der Zweitstimmen. Der Rechtsanwalt und Finanzökonom Stephan Werhahn, ein Enkel von Konrad Adenauer, wurde per Akklamation als designierter Spitzenkandidat aufgestellt. Der 1953 geborene Werhahn war nach 40-jähriger Mitgliedschaft aufgrund ihrer Euro-Rettungspolitik aus der CDU ausgetreten. Am 27. März 2013 gab Werhahn bekannt, dass er wieder zurück zur CDU kehren wolle, weil er „die aktuellen Entwicklungen in der Partei [Freie Wähler] nicht mehr guten Gewissens mittragen“ könne.
Die Partei hatte bis vor den Zulassungsfristen in allen fehlenden Bundesländern Landesvereinigungen gegründet oder sich mit bestehenden Vereinigungen verschmolzen und besetzte die Vorstände wieder, in die Übertritte zur AfD Lücken gerissen hatten. Nach dem Rückzug von Stephan Werhahn wurde auf einen bundesweiten „Spitzenkandidaten“ verzichtet. In allen 16 Bundesländern wurden Landeslisten aufgestellt, die am 1. August 2013 vom Bundeswahlausschuss auch alle zugelassen wurden. Das gelang ansonsten 9 (plus der Union mit zwei Parteien) der zugelassenen 39 Parteien, von denen letztlich 30 mit mindestens einer Landesliste antraten.

### Erster Einzug ins Europäische Parlament 2014
Auf der Bundesmitgliederversammlung in Erfurt am 12. Januar 2014 wurde die bayerische Landtagsabgeordnete Ulrike Müller Spitzenkandidatin für die Europawahl am 25. Mai 2014. Am 28. Februar 2014 wurden Müller und die stellvertretende Bundesvorsitzende Gabi Schmidt in Brüssel als Einzelmitglieder in die Europäische Demokratische Partei (EDP) aufgenommen.
Müller kündigte nach ihrer erfolgreichen Wahl die Zusammenarbeit zwischen den FW und der EDP an. Die Freien Wähler wurden am 22. Oktober 2015 Mitglied dieser Vereinigung.
Im Dezember 2014 wurde Müller zur Vize-Präsidentin und im November 2019 zur stellvertretenden Vorstandsvorsitzenden (executive vice-president) der Europäischen Demokratischen Partei.
In ihrem ersten Mandat 2014–2019 schloss Ulrike Müller sich der ALDE-Fraktion an. Seit ihrer Wiederwahl im Mai 2019 sitzt sie als deren agrarpolitische Sprecherin in der Fraktion Renew Europe, der Nachfolgerin der ALDE-Fraktion.
Im Mai 2017 trat der für die Familien-Partei gewählte Abgeordnete Arne Gericke aus seiner Partei aus und wechselte zu den Freien Wählern. Im Oktober 2018 trat er jedoch erneut aus und wechselte zum Bündnis C, das er bis zum Ende der Legislaturperiode vertrat.

### Regierungsbeteiligung in Bayern ab 2018 und darauffolgende Landtagswahlen
Bei der bayerischen Landtagswahl 2018 konnten die Freien Wähler erneut Stimmenanteile hinzugewinnen und erzielten 11,6 %. In der Folge bildeten sie erstmals mit der CSU eine Koalitionsregierung unter Markus Söder, im Kabinett Söder II stellten sie drei Minister, der Bundesvorsitzende Hubert Aiwanger wurde stellvertretender Ministerpräsident.
Bei der hessischen Landtagswahl zwei Wochen später erreichte die Partei mit 3,0 Prozent ihr bestes Ergebnis bei einer Landtagswahl außerhalb Bayerns. Am 13. November 2018 erklärten die FW-Landesvereinigung Mecklenburg-Vorpommern und die Bürger für Mecklenburg-Vorpommern (BMV), eine Abspaltung der AfD, fusionieren zu wollen. Drei der vier Landtagsabgeordnete der BMV traten den Freien Wählern bei. Die bisherige BMV-Fraktion wurde in Freie Wähler/BMV umbenannt. Ende September 2019 traten die Landtagsabgeordneten jedoch nach Streitigkeiten mit dem Landesvorsitzenden Gustav Graf von Westarp wieder aus, die Fraktion löste sich auf.
Bei der Landtagswahl in Sachsen 2019 erreichten die Freie Wähler mit 3,4 Prozent erneut ein neues bestes Ergebnis bei einer Landtagswahl außerhalb Bayerns. Bei der Landtagswahl in Brandenburg am selben Tag zog die befreundete BVB/Freie Wähler erstmals in Fraktionsstärke in den Landtag ein. Bei der Landtagswahl in Thüringen im Oktober 2019 trat die Partei dagegen nur mit Direktkandidaten an, nachdem sie die Frist zur Einreichung der Landesliste verpasst hatte. Ende 2019 trat der Abgeordnete im Landtag von Sachsen-Anhalt Jens Diederichs den Freien Wählern bei. Diederichs, der für die AfD gewählt worden war und sich 2017 zunächst als Parteiloser der CDU-Fraktion angeschlossen hatte, wurde Vorsitzender im neu gegründeten Kreisverband Mansfeld-Südharz.

### Bundesweiter Zuwachs 2021 bis 2024
Bei der Landtagswahl in Rheinland-Pfalz 2021 erreichten die Freien Wähler 5,4 Prozent der gültigen Stimmen und zogen mit sechs Mandaten erstmals in einem anderen Bundesland als Bayern in den dortigen Landtag ein. Bei der Bundestagswahl 2021 erreichte die Partei bundesweit 2,4 Prozent der Stimmen und war damit die stärkste Partei, die nicht ins Parlament einzog.
Bei der Landtagswahl in Bayern 2023 erreichte die Partei mit 15,8 Prozent ihr bestes Wahlergebnis in einem Bundesland. Ministerpräsident Markus Söder (CSU), der sich bereits vor der Wahl auf eine Fortsetzung der Koalition mit den Freien Wählern festgelegt hatte, wurde im Oktober erneut zum Ministerpräsidenten für das neue Kabinett Söder III gewählt, Hubert Aiwanger wurde erneut stellvertretender Ministerpräsident. Aufgrund des veränderten Stimmenverhältnisses stellen die Freien Wähler mit Fabian Mehring nun auch den Digitalminister. Bei der Landtagswahl in Hessen verbesserte die Partei ihr Ergebnis leicht auf 3,5 Prozent.
Bei der Europawahl 2024 trat die ab 2014 gewählte Abgeordnete Ulrike Müller nicht mehr an, sie hatte 2023 erfolgreich für den Bayerischen Landtag kandidiert. Für sie kandidierte auf dem ersten Listenplatz Christine Singer. Die Freien Wähler verbesserten ihr Ergebnis von 2019 zwar leicht auf 2,7 Prozent, blieben aber unter den eigenen Erwartungen im Vorfeld. Gewählt wurden mit Singer, dem bereits 2019 eingezogenen Engin Eroglu sowie dem ehemaligen Fraktionsvorsitzenden im Landtag von Rheinland-Pfalz, Joachim Streit, erstmals drei Abgeordnete.

### Entwicklung seit 2024
Zwar war bei der Landtagswahl in Sachsen ein Stimmenverlust auf 2,3 Prozent zu beklagen, der parteilose Spitzenkandidat Matthias Berger gewann jedoch das Direktmandat im Wahlkreis Leipzig Land 3 und zog dadurch als einzelner Abgeordneter in den Landtag ein.
Nach den Landtagswahlen in Bayern und Hessen wurden die Freien Wähler in den meisten Umfragen zur Bundestagswahl 2025 mit Ergebnissen zwischen zwei und vier Prozent aufgeführt. Bis Juli 2024 sanken die Umfragewerte jedoch wieder und die Partei wurde nur noch in einzelnen Umfragen namentlich genannt. Um dennoch in den Bundestag einzuziehen, sollten in Bayern drei Direktmandate errungen werden, womit man über die Grundmandatsklausel in Fraktionsstärke mit dem jeweiligen Zweitstimmenanteil vertreten gewesen wäre. Als „Zugpferde“ traten hierzu neben den anderen der in 268 Wahlkreisen bundesweit aufgestellten Direktkandidaten dafür Hubert Aiwanger, Indra Baier-Müller (die Landrätin des Landkreises Oberallgäu), Peter Dreier (der Landrat des Landkreises Landshut), und Michael Wörle (der Bürgermeister von Gersthofen im Landkreis Augsburg) in ihren jeweiligen Wahlkreisen an. Ein Einzug über die Zweitstimmen, bei denen die Freien Wähler selbst in ihrem Stammland Bayern in Umfragen teils nur noch bei vier Prozent lagen, als auch über die Direktmandate, bei denen gegen die traditionell in allen bayerischen Wahlkreisen außerhalb von Städten dominante CSU angetreten werden musste, galt ein Einzug bereits im Vorfeld als unwahrscheinlich. Die Partei erhielt bei der Wahl letztlich bundesweit 1,5 Prozent der Zweitstimmen, knapp einen Prozentpunkt unter dem Ergebnis von 2021, und in Bayern lediglich 4,3 Prozent, auch alle Direktkandidaten konnten maximal den dritten Platz in ihrem Wahlkreis erreichen und landeten in Bayern hinter den Kandidaten von CSU und AfD.

## Landesvereinigungen

### Übersicht
| Landesvereinigung | Landesvereinigung      | Gründung/Beitritt                                     | Vorsitzende/r                        | Mitglieder (Stand)    | Ergebnis letzte Landtagswahl   | Bundestagswahl 2021 | Europawahl 2024 |
| ----------------- | ---------------------- | ----------------------------------------------------- | ------------------------------------ | --------------------- | ------------------------------ | ------------------- | --------------- |
|                   | Baden-Württemberg      | 21. Mai 2010                                          | Sylvia Rolke                         | 350 (2021)            | 03,0 % (2021)                  | 1,7 %               | 3,8 %           |
|                   | Bayern                 | Gründung: 1998 Beitritt: 15. Dezember 2011            | Hubert Aiwanger                      | 4250 (2023)           | 15,8 % (2023)                  | 7,5 %               | 6,8 %           |
|                   | Berlin                 | 13. Dezember 2010                                     | Mario Rhode                          | 200 (2023)            | 00,3 % (2023)                  | 0,9 %               | 0,5 %           |
|                   | Brandenburg            | 19. Mai 2011                                          | Jörg Arnold                          | 31 (2013)             | n. a. (2024)                   | 2,6 %               | 2,1 %           |
|                   | Bremen                 | 17. Oktober 2018                                      | Katharina Büntjen                    | 40 (2019)             | n. a. (2023)                   | 0,9 %               | 0,5 %           |
|                   | Hamburg                | 30. Oktober 2010                                      | Daniel Meincke                       | 47 (2020)             | 00,6 % (2020)                  | 0,6 %               | 0,5 %           |
|                   | Hessen                 | Gründung: 4. November 2006 Beitritt: 2012             | Engin Eroglu                         | 908 (2023)            | 03,5 % (2023)                  | 1,7 %               | 2,0 %           |
|                   | Mecklenburg-Vorpommern | 19. Juni 2010                                         | Bodo Kappek                          | 100 (2021)            | 01,1 % (2021)                  | 1,4 %               | 1,0 %           |
|                   | Niedersachsen          | 5. Juni 2010                                          | Horst Gaumann                        | 331 (2022)            | 00,8 % (2022)                  | 0,8 %               | 1,2 %           |
|                   | Nordrhein-Westfalen    | 10. September 2011                                    | Arbi Davood Megerdich                | 501 (Februar 2024)    | 00,7 % (2022)                  | 0,7 %               | 0,7 %           |
|                   | Rheinland-Pfalz        | 8. Mai 2010                                           | Christian Zöpfchen Lisa-Marie Jeckel | 1200 (September 2024) | 05,4 % (2021)                  | 3,6 %               | 5,2 %           |
|                   | Saarland               | 26. August 2011                                       | Uwe Andreas Kammer                   | 86 (2022)             | 01,7 % (2022)                  | 2,0 %               | 1,6 %           |
|                   | Sachsen                | 18. Juni 2011                                         | Thomas Weidinger                     | 120 (2024)            | 02,3 % (2024) ein Direktmandat | 2,3 %               | 2,4 %           |
|                   | Sachsen-Anhalt         | 12. Juni 2010                                         | Andrea Menke                         | 270 (2021)            | 03,1 % (2021)                  | 1,9 %               | 1,5 %           |
|                   | Schleswig-Holstein     | Gründung: 21. September 2008 Beitritt: 1. Januar 2012 | Gregor Voht                          | 160 (2022)            | 00,6 % (2022)                  | 1,0 %               | 1,2 %           |
|                   | Thüringen              | Gründung: 6. März 2004 Beitritt: 30. Juni 2013        | Mathias Nicolai                      | 130 (2024)            | 01,3 % (2024)                  | 2,1 %               | 1,8 %           |

| Im Parlament vertreten     |
| In der Regierung vertreten |

### Baden-Württemberg
Die Freie Wähler Landesvereinigung Baden-Württemberg wurde am 21. Mai 2010 in Rottweil gegründet. Sie wollte ursprünglich zur Landtagswahl in Baden-Württemberg 2011 antreten, dieses Vorhaben wurde aber auf einer Mitgliederversammlung mit Mehrheit abgelehnt. In ihrer Satzung ist verankert, dass sie keine kommunalen Untergliederungen schaffen wird, um keine Konkurrenz zur bisherigen Organisation des Landesverbands der Freien Wähler zu werden, der das Parteikonstrukt aus Bundesvereinigung und Landesvereinigung ablehnt. Daher setzt er sich markenrechtlich gegen die Landesvereinigung zur Wehr. Diese wurde am 10. November 2010 negativ beschieden, da die Landesvereinigung als Gliederung der Bundesvereinigung Freie Wähler laut Parteiengesetz verpflichtet sei, die Namensbestandteile Freie Wähler und Baden-Württemberg zu führen. Beide Vereinigungen müssen nach Argumentation des Vorsitzenden Richters die Verwechslungsgefahr hinnehmen.

### Brandenburg
Das BürgerBündnis freier Wähler e. V. wurde 1993 von Mitgliedern der Bürgerbewegungen der Wendezeit, unter anderem des Neuen Forums, gegründet, die sich nicht dem Zusammenschluss von Bündnis 90/Die Grünen angeschlossen hatten. Prominentes Gründungsmitglied war der spätere brandenburgische Ministerpräsident Matthias Platzeck. 2009 wurde das Bündnis umbenannt in Landesverband Freie Wähler Brandenburg e. V. Nach einer Klage des Landesverbands der Freien Wähler wurde dem Verband die Nutzung dieses Namens gerichtlich untersagt. Am 19. Mai 2011 wurde in Potsdam aus dem BürgerBündnis freier Wähler heraus die Freie Wähler Landesvereinigung Brandenburg gegründet.
Bei Landtagswahlen verzichtet die Landesvereinigung zu Gunsten der eigenständigen Brandenburger Vereinigten Bürgerbewegungen/Freien Wähler auf die Kandidatur. Beide Verbände kooperieren eng. So unterstützte die BVB die Kandidatur der Bundesvereinigung bei der Bundestagswahl 2017 auch in Brandenburg und bei der Wahl des deutschen Bundespräsidenten 2017 den Kandidaten der Freien Wähler, Alexander Hold.

### Hamburg
Die Landesvereinigung in Hamburg wurde am 30. Oktober 2010 gegründet und beteiligte sich an der Bürgerschafts- und Bezirksversammlungswahl 2011 sowie an der Bundestagswahl 2013. Mit der Auflösung des FW Freie Wähler Hamburg e. V. ging dessen Vermögen an die Landesvereinigung über.

### Saarland
Am 26. August 2011 gründete sich die Freie Wähler Landesvereinigung Saarland als Landesverband der Bundesvereinigung Freie Wähler. Aus den lokalen Vereinigungen der Freien Wähler gab es dagegen Widerstand, da man kommunale Erfolge „ganz ohne Parteibuch“ errungen habe.
Bereits am 18. August 2011 hatte sich aus den Freien Wählern Sulzbach heraus die Partei Freie Wähler Saarland gegründet. Die Partei und die Landesvereinigung fochten in der Folge einen Rechtsstreit um den Markennamen „Freie Wähler“ aus. Auch im Vorfeld der Landtagswahl im Saarland 2012 kam es zu Spannungen zwischen dem Landesverband und der Landesvereinigung. Inzwischen sind die Vorstände von Landesverband und Landesvereinigung personenidentisch besetzt.
Bei der Landtagswahl 2017 traten die Freien Wähler flächendeckend an und erreichten 0,4 % der Zweitstimmen und damit weniger als halb so viel wie noch fünf Jahre zuvor.
Bei den Kreistagswahlen 2019 zogen der stellv. Vorsitzende der Landesvereinigung, Axel Kammerer, im Saarpfalz-Kreis mit 4,5 % und Kreisvereinigungsmitglied Roman Maurer im Kreis Sankt Wendel mit 4,3 % in die jeweiligen Kreistage ein.

### Schleswig-Holstein
Im September 2008 wurde unabhängig vom Landesverband der Wählergemeinschaften Schleswig-Holstein die Partei Freie Wähler Schleswig-Holstein gegründet, die bei der Landtagswahl in Schleswig-Holstein am 27. September 2009 antrat und dabei 1,0 % der Zweitstimmen erreichte. Zum 1. Januar 2012 fusionierte die Landespartei mit der Bundesvereinigung Freie Wähler.

## Wahlergebnisse
Wahlergebnisse seit 2008:
| Jahr | Bundes- tag | Landesparlamente | Landesparlamente | Landesparlamente | Landesparlamente | Landesparlamente | Landesparlamente | Landesparlamente | Landesparlamente | Landesparlamente | Landesparlamente | Landesparlamente | Landesparlamente | Landesparlamente | Landesparlamente | Landesparlamente | Landesparlamente | Europa- parlament |
| Jahr | Bundes- tag | BW               | BY               | BE               | BB               | HB               | HH               | HE               | MV               | NI               | NW               | RP               | SL               | SN               | ST               | SH               | TH               | Europa- parlament |
| --- | ----------- | ---------------- | ---------------- | ---------------- | ---------------- | ---------------- | ---------------- | ---------------- | ---------------- | ---------------- | ---------------- | ---------------- | ---------------- | ---------------- | ---------------- | ---------------- | ---------------- | ----------------- |
| 2008 |             |                  | 10,2             |                  |                  |                  | n. a.            | 0,9              |                  | 0,5              |                  |                  |                  |                  |                  |                  |                  |                   |
| 2009 | n. a.       |                  |                  |                  | n. a.            |                  |                  | 1,6              |                  |                  |                  |                  | 0,8              | n. a.            |                  | 1,0              | 3,9              | 1,7               |
| 2010 |             |                  |                  |                  |                  |                  |                  |                  |                  |                  | n. a.            |                  |                  |                  |                  |                  |                  |                   |
| 2011 |             | n. a.            |                  | n. a.            |                  | n. a.            | 0,7              |                  | 1,1              |                  |                  | 2,3              |                  |                  | 2,8              |                  |                  |                   |
| 2012 |             |                  |                  |                  |                  |                  |                  |                  |                  |                  | 0,2              |                  | 0,9              |                  |                  | 0,6              |                  |                   |
| 2013 | 1,0         |                  | 9,0              |                  |                  |                  |                  | 1,2              |                  | 1,1              |                  |                  |                  |                  |                  |                  |                  |                   |
| 2014 |             |                  |                  |                  | n. a.            |                  |                  |                  |                  |                  |                  |                  |                  | 1,6              |                  |                  | 1,7              | 1,5               |
| 2015 |             |                  |                  |                  |                  | n. a.            | n. a.            |                  |                  |                  |                  |                  |                  |                  |                  |                  |                  |                   |
| 2016 |             | 0,1              |                  | n. a.            |                  |                  |                  |                  | 0,6              |                  |                  | 2,2              |                  |                  | 2,2              |                  |                  |                   |
| 2017 | 1,0         |                  |                  |                  |                  |                  |                  |                  |                  | 0,4              | 0,4              |                  | 0,4              |                  |                  | 0,6              |                  |                   |
| 2018 |             |                  | 11,6             |                  |                  |                  |                  | 3,0              |                  |                  |                  |                  |                  |                  |                  |                  |                  |                   |
| 2019 |             |                  |                  |                  | n. a.            | 1,0              |                  |                  |                  |                  |                  |                  |                  | 3,4              |                  |                  | n. a.            | 2,2               |
| 2020 |             |                  |                  |                  |                  |                  | 0,6              |                  |                  |                  |                  |                  |                  |                  |                  |                  |                  |                   |
| 2021 | 2,4         | 3,0              |                  | 0,8              |                  |                  |                  |                  | 1,1              |                  |                  | 5,4              |                  |                  | 3,1              |                  |                  |                   |
| 2022 |             |                  |                  |                  |                  |                  |                  |                  |                  | 0,8              | 0,7              |                  | 1,7              |                  |                  | 0,6              |                  |                   |
| 2023 |             |                  | 15,8             | 0,3              |                  | n. a.            |                  | 3,5              |                  |                  |                  |                  |                  |                  |                  |                  |                  |                   |
| 2024 |             |                  |                  |                  | n. a.            |                  |                  |                  |                  |                  |                  |                  |                  | 2,3              |                  |                  | 1,3              | 2,7               |
| 2025 | 1,5         |                  |                  |                  |                  |                  | 0,3              |                  |                  |                  |                  |                  |                  |                  |                  |                  |                  |                   |
| Legende: n. a. – nicht angetreten; kursive Schrift – Vorgängerorganisationen; Fettdruck – bestes Wahlergebnis; orange – Einzug ins Parlament; Wahlergebnisse in Prozent |             |                  |                  |                  |                  |                  |                  |                  |                  |                  |                  |                  |                  |                  |                  |                  |                  |                   |